# Eleccions parlamentàries finlandeses de 1962
Les eleccions parlamentàries finlandeses del 1962 es van celebrar els dies 4 i 5 de juliol de 1962. El partit més votat fou la Lliga agrària i el seu cap Ahti Karjalainen fou nomenat primer ministre de Finlàndia.

## Resultats
|                          |                                             |           |        |          |     |  |
| Partit                   | Partit                                      | Vots      | %      | Escons   | +/– |  |
|                          | Lliga Agrària                               | 528,409   | 22.95  | 53 / 200 | 5   |  |
|                          | Lliga Democràtica Popular Finlandesa        | 506,829   | 22.02  | 47 / 200 | 3   |  |
|                          | Partit Socialdemòcrata                      | 448,930   | 19.50  | 38 / 200 | 10  |  |
|                          | Partit de la Coalició Nacional              | 346,638   | 15.06  | 32 / 200 | 3   |  |
|                          | Partit Popular                              | 146,005   | 6.34   | 13 / 200 | 5   |  |
|                          | Partit Popular Suec                         | 140,689   | 6.11   | 13 / 200 | =   |  |
|                          | Unió Socialdemòcrata                        | 100,396   | 4.36   | 2 / 200  | 1   |  |
|                          | Partit dels Petits Camperols                | 49,773    | 2.16   | 0 / 200  | Nou |  |
|                          | Lliga Liberal                               | 12,000    | 0.52   | 1 / 200  | 1   |  |
|                          | Partit del Centre                           | 8,686     | 0.38   | 0 / 200  | Nou |  |
|                          | Coalició d'Åland                            | 7,261     | 0.32   | 1 / 200  | =   |  |
|                          | Oposició del Partit dels Petits Agricultors | 6,329     | 0.27   | 0 / 200  | Nou |  |
|                          | Altres                                      | 53        | 0.00   | 0 / 200  | =   |  |
| Total                    | Total                                       | 2,301,998 | 100    | 200      | =   |  |
|                          |                                             |           |        |          |     |  |
| Vots vàlids              | Vots vàlids                                 | 2,301,998 | 99.65  |          |     |  |
| Invàlids / en blanc      | Invàlids / en blanc                         | 8,092     | 0.35   |          |     |  |
| Vots totals              | Vots totals                                 | 2,310,090 | 100.00 |          |     |  |
| Votants Registrats       | Votants Registrats                          | 2,714,838 | 85.09  |          |     |  |
| Font: Tilastokeskus 2004 |                                             |           |        |          |     |  |